# Lemé
Lemé es una comuna francesa situada en el departamento de Aisne, de la región de Alta Francia.

## Geografía
Está ubicada a 10 km al oeste de Vervins.

## Demografía
| 590 | 629 | 444 | 436 | 478 | 474 | 449 | 439 |
| Para los censos de 1962 a 1999 la población legal corresponde a la población sin duplicidades (Fuente: INSEE [Consultar]) |     |     |     |     |     |     |     |